# Рена (фильм)
«Рена» (пол. Rena, другое название: Sprawa 777, «Дело 777») — польский чёрно-белый художественный фильм, мелодрама 1938 года.

## Сюжет
Директор торгового дома хочет соблазнить работницу. Но Рена Ляска его не хочет, потому что у неё есть жених. Обвиняют её, что она убила директора. Рена думает что это сделал её жених. Итак она признаётся. Её жених тоже признаётся. Но правда победит.

## В ролях
- Станислава Ангель-Энгелювна — Рена Ляска
- Лода Немижанка — Казя
- Мечислав Цибульский — Януш Гарда, сын прокурора
- Казимеж Юноша-Стемповский — прокурор Томаш Гарда
- Яцек Вощерович — Рышард Гарда, брат прокурора
- Текла Трапшо — Малгожата, мать Рены
- Юзеф Венгжин — Шальский, директор торгового дома
- Станислав Селяньский — Вонсик, работник торгового дома (затем директор)
- Ирена Скверчиньская — клиентка торгового дома
- Ядвига Букоемская — клиентка торгового дома
- Сатурнин Буткевич — клиент торгового дома
- Зофья Вильчиньская — продавщица
- Янина Кшимуская — прачка